# 33329 Stefanwan
33329 Stefanwan este o planetă minoră (asteroid), cu un diametru de 3,49 km, din centura de asteroizi. A fost descoperită pe 14 septembrie 1998 la Experimental Test Site⁠(d) de Lincoln Near-Earth Asteroid Research. 
Obiectul prezintă o orbită caracterizată de o semiaxă mare de 2,2959092 UAi, o excentricitate de 0,11, o înclinație de 5,26592 ° în raport cu ecliptica.